# Meleoma emuncta
Meleoma emuncta är en insektsart som först beskrevs av Fitch 1855.  Meleoma emuncta ingår i släktet Meleoma och familjen guldögonsländor. Inga underarter finns listade i Catalogue of Life.